# Villa Cornaro
La villa Cornaro est une villa veneta d'Andrea Palladio sise à Piombino Dese, dans la province de Padoue et la région Vénétie, en Italie.

« Le bâtiment suivant appartient au Sieur Giorgio Cornaro à Piombino, une localité de Castel Franco. La salle principale a été aménagée au cœur de la maison, afin de la protéger également de la chaleur et du froid. Au-dessus des petites pièces, se trouve une mezzanine. Les loggias supérieures sont d'ordre corinthien et d'un cinquième plus petites que celles du dessous. Les pièces sont pourvues d'un plafond plat et supportent d'autres entresols. Dans un des flancs du bâtiment se trouvent la cuisine et le garde-manger, dans l'autre les pièces des domestiques. »

— Paroles d'introduction relatives à la description de cette villa par l'architecte, dans Les Quatre Livres de l'architecture, son livre sur la théorie de l'architecture.
Cette villa, ainsi que vingt-trois autres et le centre historique de la ville de Vicence sont inscrits sur la liste du patrimoine mondial de l'UNESCO.

## Historique

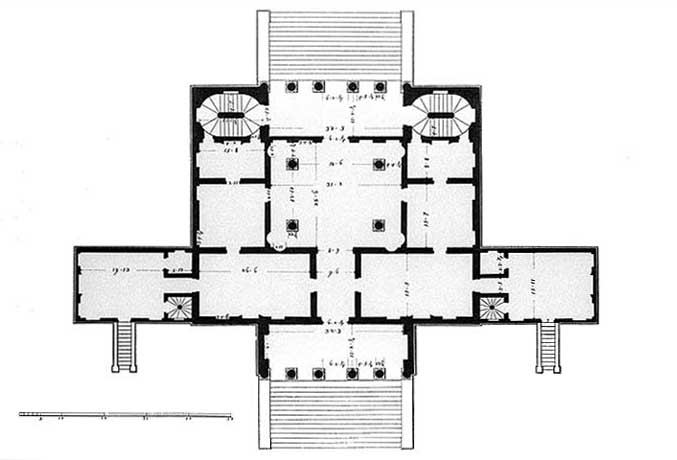
Plan de la villa, dû à Ottavio Bertotti Scamozzi, 1781.

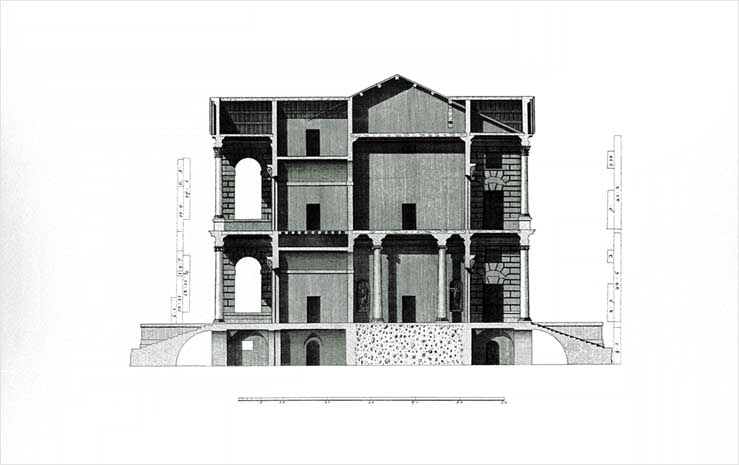
Coupe transversale de la villa, due à Ottavio Bertotti Scamozzi, 1781.

Avec la presque contemporaine villa Pisani, la villa réalisée à Piombino Dese pour un autre puissant patricien vénitien, Giorgio Cornaro, marque un net changement du statut des clients de Palladio, jusqu'alors essentiellement vicentins, désormais plus prestigieux et plus fortunés.
Le chantier est déjà en pleine activité en mars 1553, et en avril de l'année suivante l'édifice, même non terminé, est habitable ; ainsi, Palladio mentionne dans les documents la sera a zena avec le maître des lieux.  Giorgio Cornaro et sa nouvelle épouse Elena prennent formellement possession de la villa au mois de juin de la même année, ou plus précisément de son chantier ; à cette date, en effet, seule la partie centrale est réalisée. Les ailes latérales et l'ordre supérieur des loggias sont achevés après deux campagnes de construction successives, en 1569 et en 1588, la deuxième sous la direction de Vincenzo Scamozzi, probablement responsable également du choix de Camillo Mariani pour la réalisation des six statues du salon.
Les villas Pisani et Cornaro ne sont pas liées uniquement par une simple coïncidence chronologique et par le statut élevé de leurs commanditaires. En effet, la villa Cornaro a également une structure et une décoration très similaires à celles d'un palais et elle est beaucoup plus une résidence de campagne qu'une villa ; isolée par rapport au domaine agricole et aux dépendances, sa position prééminente sur l'espace public renforce son caractère ambivalent. Du reste les cheminées présentes dans toutes les pièces prouvent son utilisation hors de la période estivale. Ce n'est pas un hasard si une structure très semblable sera reproduite quelques années plus tard pour le palais suburbain de Floriano Antonini à Udine.

## Description
Comme pour la villa Pisani, la planimétrie de la villa Cornaro est organisée autour d'une grande pièce, avec quatre colonnes libres, un salon, à proprement parler, compte tenu de sa position centrale. Son accès se fait par un étroit vestibule, côté façade principale et à partir de la loggia, côté façade postérieure.
Les deux niveaux de la villa sont reliés par d'élégants escaliers jumeaux situés de part et d'autre de la loggia donnant sur le jardin ; ils séparent nettement le domaine réservé à la représentation, situé au rez-de-chaussée où les hôtes et clients sont accueillis et celui réservé à l'habitation, situé à l'étage, comprenant les deux appartements des époux Cornaro.
L'extraordinaire pronaos à deux ordres superposés, en nette saillie, est le reflet de la solution palladienne de la loggia du palais Chiericati à Vicence, achevée dans les mêmes années, avec le mur latéral percé par un arc, une garantie de la solidité de la structure, selon l'exemple antique du portique d'Octavie à Rome. Il faut du reste considérer que le thème de la double loggia ornant une façade est aussi fréquent dans les constructions gothiques lagunaires, comme les colonnes libres soutenant les plafonds des salons des grandes Écoles de Venise. Pour Palladio, il s'agirait donc d'une sorte de "traduction en latin" des thèmes traditionnels vénitiens.

## Images

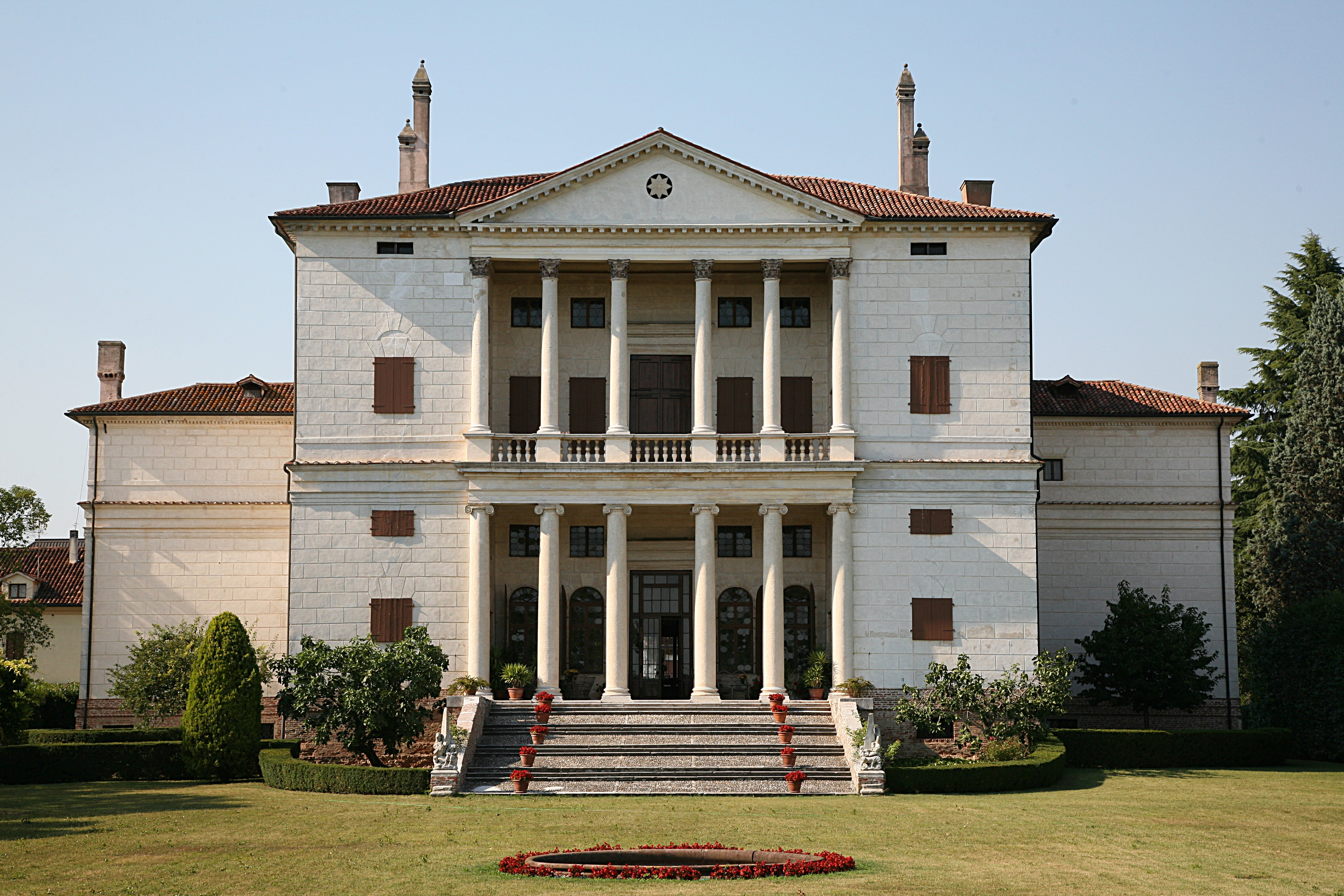
Façade postérieure de la villa.
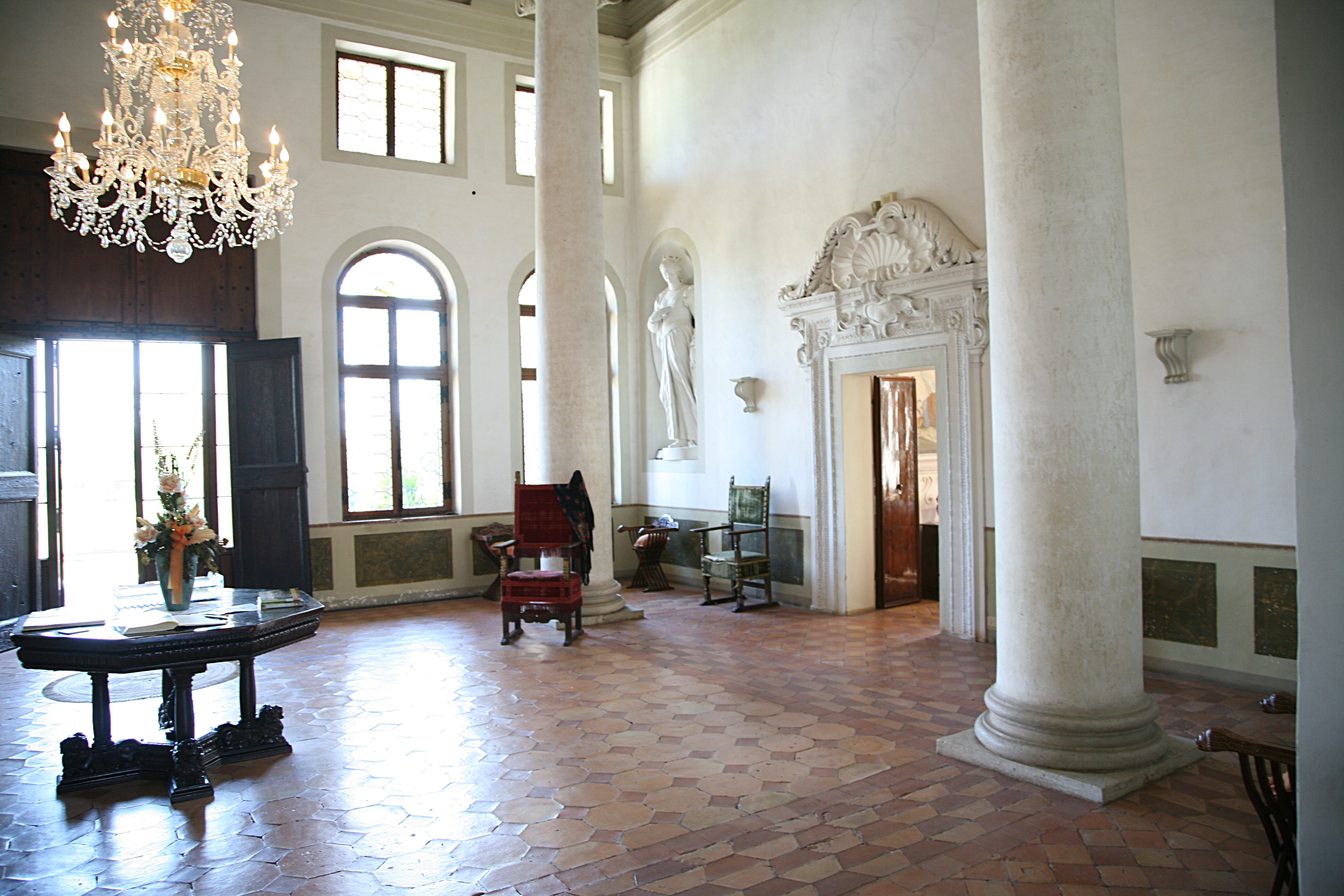
La grande salle aux quatre colonnes ou salon.
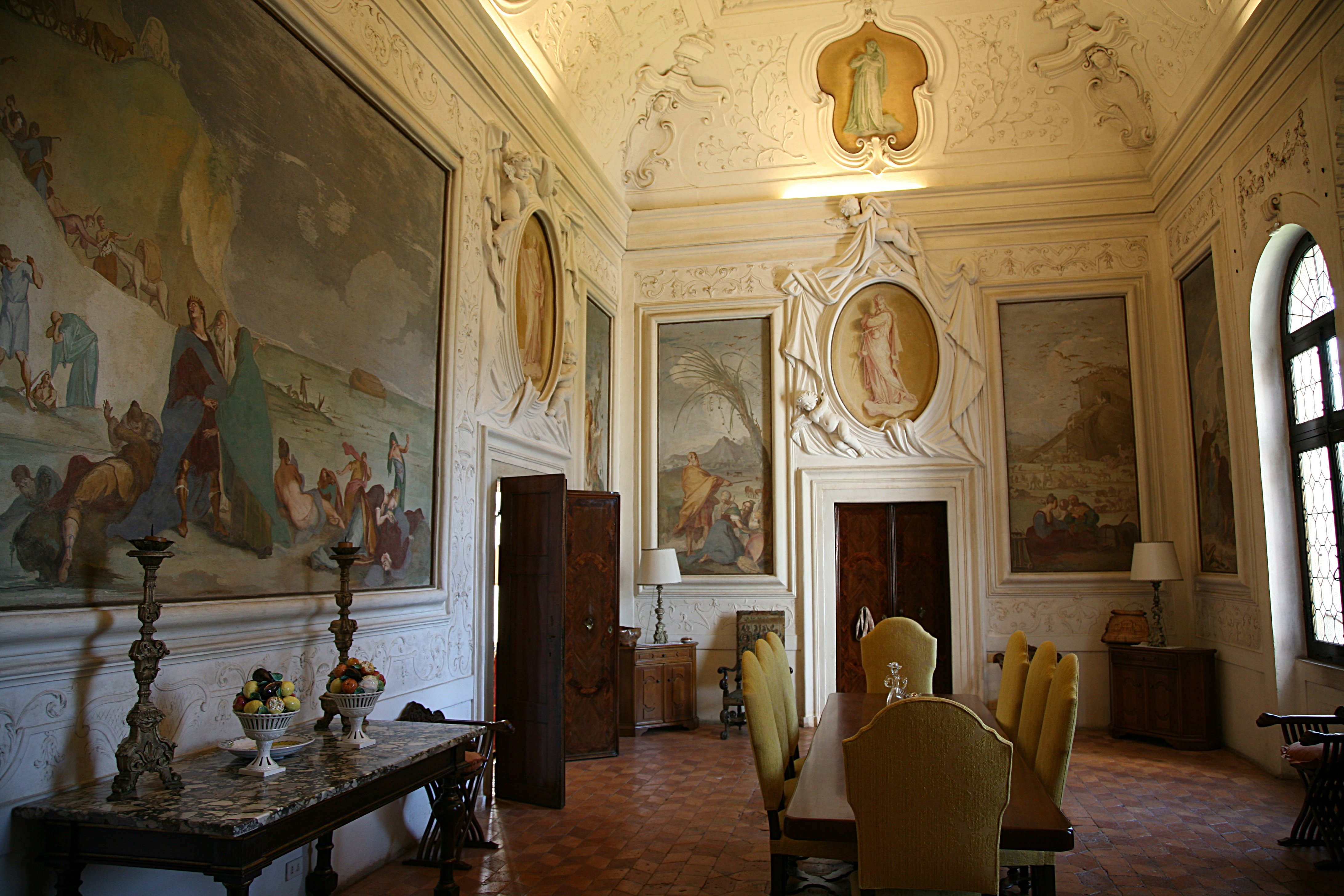
La salle à manger.

## Sources de traduction
- (it) Cet article est partiellement ou en totalité issu de l’article de Wikipédia en italien intitulé « Villa Cornaro » (voir la liste des auteurs) dans sa version du 23 juillet 2008. Il est lui-même issu du texte relatif à la villa Cornaro, sur le site http://www.cisapalladio.org, lequel a autorisé sa publication (cf  tkt #2008031210017761)